# 헤더 그레이엄
헤더 그레이엄(Heather Graham, 1970년 1월 29일 ~ )은 미국의 배우이다.

## 출연 작품

### 영화
- 운전면허 (1988, License to Drive)
- 드러그스토어 카우보이 (1989)
- 트윈 픽스 (1992)
- 5번가의 폴 포이티어 (1993)
- 스윙어즈 (1996)
- 부기 나이트 (1997)
- 오스틴 파워 (1999)
- 보우핑거 (1999)
- 사랑은 언제나 어려워 (2001)
- 프롬 헬 (2001)
- 마리아 (2005)
- 바비 (2006)
- 행오버 (2009)
- 앳 애니 프라이스 (2012)
- 혼스 (2013)
- 행오버 3 (2013)
- 데스페라도스 (2020) - 평화의 천사 역

### 텔레비전
- 트윈 픽스 (1991)
- 스크럽스 (2004-05)
- 캘리포니케이션 (2014)
- 2050: 벼랑 끝 인류 (2023)